# 曾经有无轨电车的城市列表
这是一份在历史上曾经有过无轨电车，而现在已经没有的城市列表。

## 澳大利亚
- 阿德莱德 1932年－1963年
- 布里斯班 1951年－1969年
- 霍巴特 1934年－1968年
- 朗塞斯顿 1950年－1968年
- 珀斯 1933年－1969年
- 悉尼 1937年－1959年

## 奥地利
- 哥穆德 -（1907年－1916年）
- 格拉兹 -（1941年－1967年）
- 因斯布鲁克 -（1944年－1976年）; 1988年重新启用。
- 尤登堡（Judenburg）-（1910年－1914年）
- 卡芬堡（Kapfenberg）-（1944年－2002年）
- 克拉根福 -（1944年－1963年）
- 克罗斯特新堡 -（1908年－1919年）
- 莱奥本-（1949年－1973年）
- 圣兰巴赫 -（1945年－1951年）
- 维也纳（1908年－1938年 以及 1946年－1958年）

## 比利時
- 安特卫普（1929年－1964年）
- 布鲁塞尔（1939年－1964年）
- 列日（1930年－1971年）

## 加拿大
- 卡尔加里（艾伯塔省）（1947年－1975年）
- 康沃尔（安大略省）（1949年－1970年）
- 哈利法克斯（新不伦瑞克省）（1949年－1969年）
- 哈密尔顿（安大略省）（1951年－1992年）
- 基秦拿（Kitchener）（安大略省）（1947年－1973年）
- 蒙特利尔（魁北克省）（1937年－1966年）
- 渥太華（安大略省）（1951年－1959年）
- 里贾纳（萨斯喀彻温省）（1947年－1966年）
- 萨斯卡通（萨斯喀彻温省）（1948年－1974年）
- 桑德贝Thunder Bay（安大略省）（1947年－1972年）
- 多伦多（安大略省）（1922年－1925年，1947年－1993年）
- 维多利亚（不列颠哥伦比亚省）（1945年实地示范）
- 温莎（安大略省）（1922年－1926年）
- 温尼伯（马尼托巴省）（1938年－1970年）

## 哥伦比亚
- 波哥大（1948年－1991年）

## 克罗地亚
- 里耶卡（Rijeka）（1951年－1969年）

## 捷克
- 布拉格（1936年－1972年）
- 杰钦（Děčín）（1950年－1973年）
- 莫斯特（Most）与利特维诺夫（Litvínov）（1948年－1959年）

## 丹麥
- 根措夫特（Gentofte）
- 哥本哈根
- 林比（Lyngby）
- 欧登塞（Odense）

## 芬蘭
- 赫尔辛基（1949年－1974年、1979年－1985年）
- 坦佩雷（Tampere）（1948年－1976年）

## 德国和但泽自由市
包括1945年后割让给波兰和苏联的城市。
本列表并不完全。
在城市之前类似于 (00) 这样的编号代表该城市引入无轨电车的年份排名。
- XX 布雷斯勞 1912年－1913年，在第二次世界大战后割让给波兰，并更名为弗罗茨瓦夫。（参见本表波兰部分）
- 01 梅特曼（Mettmann）1930年－1952年
- 02 伊达尔-奥伯施泰因（Idar-Oberstein）1932年－1969年
- 03 柏林 1933年－1965年（这是西柏林的数据，在东柏林，无轨电车直到1980年才停驶）
- 04 奥登堡（Oldenburg 1936年－1957年
- XX 因斯特堡Insterburg1936年－1945年，之后割让 给苏联，并更名为车亚可夫斯克（Černjahovsk）
- 05 汉诺威 1937年－1958年
- 06 莱比锡 1938年－1975年
- 07 茨维考（Zwickau 1938年－1977年
- XX 阿特斯坦（Allenstein）1939年－1945年，之后割让给波兰，并更名为奥士廷（Olsztyn）（参见本表波兰部分）
- 08 格拉 1939年11月2日－1977年12月14日
- 09 特里尔 1940年1月20日－1970年5月27日
- 11 吉布拉恩（Gießen/Lahn）1940年6月18日－1968年12月23日
- 12 科布伦茨 1941年7月17日－1970年10月30日
- 13 锡根（Siegen）1941年10月16日－1969年1月4日
- 14 皮尔马森斯（Pirmasens）1941年11月25日－1967年10月12日
- 15 多特蒙德  1942年5月29日－1967年6月17日
- XX 兰茨伯格（Landsberg an der Warthe）1943年7月－1945年1月30日 割让给波兰，并更名为 格兹罗维科波洛斯基（Gorzów Wielkopolski（战后网络没有重建，参见本表波兰部分）
- 16 希尔德斯海姆（Hildesheim  1943年8月7日－1969年5月30日
- XX 里格尼茨（Liegnitz）1943年9月10日－1945年1月 割让给波兰，并更名为 雷格尼察（Legnica）（参见本表波兰部分）
- XX 但泽 1943年－1945年 ，之后割让给波兰，并更名为格但斯克（电车线网在战后没有重建，参见本表波兰部分）
- 17 威廉港（Wilhelmshaven）1943年10月1日－1960年10月31日
- 18 佛伦斯堡（Flensburg）1943年10月9日－1959年9月15日
- XX 柯尼斯堡（Königsberg）1943年10月15日－1945年1月27日 割让给苏联，并更名为 加里宁格勒（无轨电车在1970年重新引入，参见本表苏联部分）.
- 19 奥格斯堡（Augsburg）1943年10月28日－1957年3月17日
- 20 亚琛  1944年，1948年－1974年
- 21 法兰克福  1944年－1959年
- 22 达姆斯达特  1944年3月1日－1963年4月16日
- 23 比勒菲尔德  1944年5月27日－1968年11月8日
- 25 基尔  1944年5月28日－1964年4月15日
- 26 卡塞尔  1944年7月12日－1945年2月；1947年10月1日－1962年5月27日
- XX 瓦尔登堡（施莱辛）1944年10月27日－1945年1月  割让给波兰，并更名为 瓦尔布兹奇（参见本表波兰部分）
- 34 慕尼黑 1948年－1966年
- 41 汉堡 1949年－1958年
- 48 波茨坦 1949年－1995年2月

## 日本
- 东京（东京都交通局、1952年5月20日－1968年9月30日）
- 川崎市（川崎市交通局、1951年3月1日－1967年5月1日）
- 横滨市（横滨市交通局、1959年7月16日－1972年4月1日）
- 名古屋市（名古屋市交通局、1943年5月10日－1951年1月16日）
- 京都市（京都市交通局、1932年4月1日－1969年10月1日）
- 大阪市（大阪市交通局、1953年9月1日－1970年6月15日）

## 荷兰
- 格罗宁根 1949年－1965年
- 奈梅何 1952年－1969年

## 新西兰
- 奧克蘭 1938年－1980年
- 基督城 1931年－1956年
- 但尼丁 1950年－1982年
- 新普利茅斯 1931年－1956年

## 挪威
- 德拉门 1909年－1967年（斯堪的纳维亚半岛的第一条无轨电车线路）
- 奥斯陆 1940年－1968年
- 斯塔万格 1947年－1963年

## 波兰
- 格但斯克 1943年9月18日－1945，自由市。参见但泽，德国和但泽自由市
- Gorzów Wielkopolski 1943年7月23日－1945年1月30日。至1945年为止为德国一部分。参见Landsberg an der Warthe， 德国和但泽自由市
- Dębica 1988 - 1990
- Legnica 1943 - 1945；1949 - 1956。至1945年为止为德国一部分。See Liegnitz, 德国和但泽自由市
- Olsztyn 1939 - 1945；1946年12月10日－1971年8月1日。至1945年为止为德国一部分。See Allenstein, 德国和但泽自由市
- 波兹南 1930年2月12日－1945年1月20日；1946年3月1日－1970年3月29日
- Slupsk 1985年7月22日－1999年10月18日
- Walbrzych 1944年10月22日－1973年6月30日。至1945年为止为德国一部分。See Waldenburg, 德国和但泽自由市
- 华沙 1946年1月5日－1973年7月1日；1983年6月1日－1995年8月31日
- 弗罗茨瓦夫 1912年7月1日－1913。至1945年为止为德国一部分。See Breslau, 德国和但泽自由市

## 斯洛文尼亚
- 卢布尔雅那

## 朝鲜
- 端川 （－2010 [1]
- 新坪郡 （未知） [2]
- 稳城郡 （1996-2004前）[3]

## 瑞典
- 哥德堡（1940年－1964年）
- 斯德哥尔摩（1941年－1964年）

## 土耳其
- 伊斯坦堡
- 伊兹密尔

## 英国
(資料來源：http://homepage.ntlworld.com/bruce.lake/TBus_Systems/uk_trolleybus_systems.htm （页面存档备份，存于） 2004年12月6日)
- 阿伯代爾（1914年－1925年）
- 阿什頓安德萊恩（1925年－1966年）
- 贝尔法斯特（1938年－1968年）
- 伯明翰市（1922年－1951年）
- 伯恩茅斯（1933年－1969年）
- 布拉福（1911年－1972年）
- 布萊頓（1939年－1961年）
- 卡迪夫（1942年－1970年）
- 赤斯特非（1927年－1938年）
- 克里索普斯（1937年－1960年）
- 达林顿（1926年－1957年）
- 德比（1932年－1967年）
- 唐卡斯特（1928年－1963年）
- 鄧迪（1912年－1914年）
- 格拉斯哥（1949年－1967年）
- 格里姆斯比（1926年－1960年）
- 哈利法克斯（1921年－1926年）
- 海斯廷斯（1928年－1959年）
- 哈德斯菲爾德（1933年－1968年）
- 伊普斯維奇（1923年－1963年）
- 基斯利（1913年－1932年）
- 赫爾（1937年－1964年）
- 利茲（1911年－1928年）
- 拉內利（1932年－1952年）
- 倫敦（1931年－1962年）
- 梅德斯通（1928年－1967年）
- 曼徹斯特（1938年－1966年）
- Mexborough & Swinton（1915年－1961年）
- 紐卡素（1935年－1966年）
- 諾丁漢（1927年－1966年）
- Notts & Derby（1932年－1953年）
- 奧爾德姆（1925年－1926年）
- 龐特普里斯（1930年－1957年）
- 朴次茅斯（1934年－1963年）
- Ramsbottom（1913年－1931年）
- 雷丁（1936年－1968年）
- Rhondda（1914年－1915年）
- 羅瑟勒姆（1912年－1965年）
- 聖海倫斯（1927年－1958年）
- 濱海紹森德（1925年－1954年）
- South Lancashire（1930年－1958年）
- 南希爾茲（1936年－1964年）
- 斯托克波特（1913年－1920年）
- Teesside（1919年－1971年）
- 沃爾索爾（1931年－1970年）
- West Hartlepool（1924年－1953年）
- 維甘（1925年－1931年）
- 伍爾弗漢普頓（1923年－1967年）
- 約克（1920年－1935年）

## 美国
- 伯明翰（阿拉巴馬州）（1947年－1958年）
- 小岩城（阿肯色州）（1947年－1956年）
- 洛杉矶（加利福尼亞州）（1910年－1915年，1922年 demo, 1937年 demo, 1947年－1963年）
- 丹佛（科羅拉多州）（1940年－1955年）
- 纽黑文（康涅狄格州）(1903年 demo)
- Wilmington, Delaware（德拉瓦州）（1939年－1957年）
- Jacksonville, Florida（佛羅里達州）（electric: 1893年－1936年，a bus trolley service was revived starting in 1999年）
- Pensacola, Florida（佛羅里達州）（electric: 1898年－1932年，a bus trolley service was revived starting in 1996年）
- 亞特蘭大（喬治亞州）（1937年－1963年）
- 檀香山（夏威夷州）（1936年 demo, 1938年－1957年）
- 芝加哥（依利諾伊州）（1930年－1973年）
- Peoria, Illinois（依利諾伊州）（1931年－1946年）
- Rockford, Illinois（依利諾伊州）（1930年－1947年）
- Fort Wayne, Indiana（印第安納州）（1940年－1960年）
- 印弟安納波里斯（印第安納州）（1932年－1957年）
- Des Moines, Iowa（艾奥瓦州）（1938年－1964年）
- Topeka, Kansas（堪薩斯州）（1932年－1940年）
- Covington, Kentucky（肯塔基州）（1937年－1958年）
- Louisville, Kentucky（肯塔基州）（1936年－1951年）
- 新奥尔良（路易西安那州）（1929年－1967年）
- Shreveport, Louisiana（路易西安那州）（1931年－1965年）
- 巴爾的摩（马里兰州）（1922年－1931年，1938年－1959年）
- Assonet, Massachusetts（麻薩諸塞州）（commuter car to Fall River in the early 20th Century）
- Fairhaven, Massachusetts（麻薩諸塞州）(1915年 experimental?)
- Fall River, Massachusetts（麻薩諸塞州）
- Fitchburg, Massachusetts（麻薩諸塞州）（1932年－1946年）
- Nantucket Beach, Massachusetts（麻薩諸塞州）(1887年 demo)
- Taunton, Massachusetts（麻薩諸塞州）
- 底特律（密西根州）（1921年 demo, 1924年 demo, 1930年－1937年，1949年－1962年）
- Flint, Michigan（密西根州）（1936年，1937年－1956年）
- Duluth, Minnesota（明尼苏达州）（1931年－1957年）
- 明尼阿波利斯（明尼苏达州）(1922年－1923年 experimental)
- 堪薩斯城（密蘇里州）（1938年－1959年）
- Saint Joseph, Missouri（密蘇里州）（1932年－1966年）
- Camden, New Jersey（新澤西州）（1935年－1947年）
- Newark, New Jersey（新澤西州）（1935年－1948年）
- Weehawken, New Jersey（新澤西州）(1934年 demo)
- Brooklyn, New York（紐約州）（1930年－1960年）
- 水牛城（紐約州）(Dec. 1949年－Jan. 1950年 demo)
- Cohoes, New York（紐約州）(1924年－1933年？1937年？)
- 紐約（紐約州）(1923年 demo)
- Rochester, New York（紐約州）（1923年－1932年）
- Staten Island, New York（紐約州）（1921年－1927年）
- Greensboro, North Carolina（北卡羅來納州）（1934年－1956年）
- Akron, Ohio（俄亥俄州）（1941年－1959年）
- Cincinnati, Ohio（俄亥俄州）（1936年－1965年）
- Columbus, Ohio（俄亥俄州）（1933年－1965年）
- 克里夫蘭（俄亥俄州）（1936年－1963年）
- Toledo, Ohio（俄亥俄州）（1935年－1952年）
- Youngstown, Ohio（俄亥俄州）（1936年－1959年）
- Johnstown, Pennsylvania（賓夕法尼亞州）（1951年－1967年）
- Philadelphia, Pennsylvania（賓夕法尼亞州）(1921年 demo, 1923年－2003年 suspended for one year starting June 2003)
- 匹茲堡（賓夕法尼亞州）(1936年－1939年，1949年 demo)
- Scranton, Pennsylvania（賓夕法尼亞州）(1903年 demo)
- Wilkes-Barre, Pennsylvania（賓夕法尼亞州）（1939年－1947年）
- 波特蘭（俄勒冈州）（1935年－1958年）
- Providence, Rhode Island（羅德島州）（1931年－1955年）
- Greenville, South Carolina（南卡羅來納州）（1934年－1956年）
- Knoxville, Tennessee（田納西州）（1930年－1945年）
- 孟菲斯（田納西州）（1931年－1960年）
- 達拉斯（德克薩斯州）（1945年－1966年）
- 鹽湖城（猶他州）（1928年－1946年）
- Norfolk, Virginia（維吉尼亞州）(1921年 demo, 1923年 demo)
- Petersburg, Virginia（維吉尼亞州）（1923年－1926年）
- Portsmouth, Virginia（維吉尼亞州）(1923年 demo)
- （維吉尼亞州）(1921年 demo)
- Kenosha, Wisconsin（威斯康辛州）（1932年－1952年）
- Merrill, Wisconsin（威斯康辛州）(1913年 experimental?)
- 密爾沃基（威斯康辛州）（1936年－1965年）